# ورزشگاه یادبود ریزال

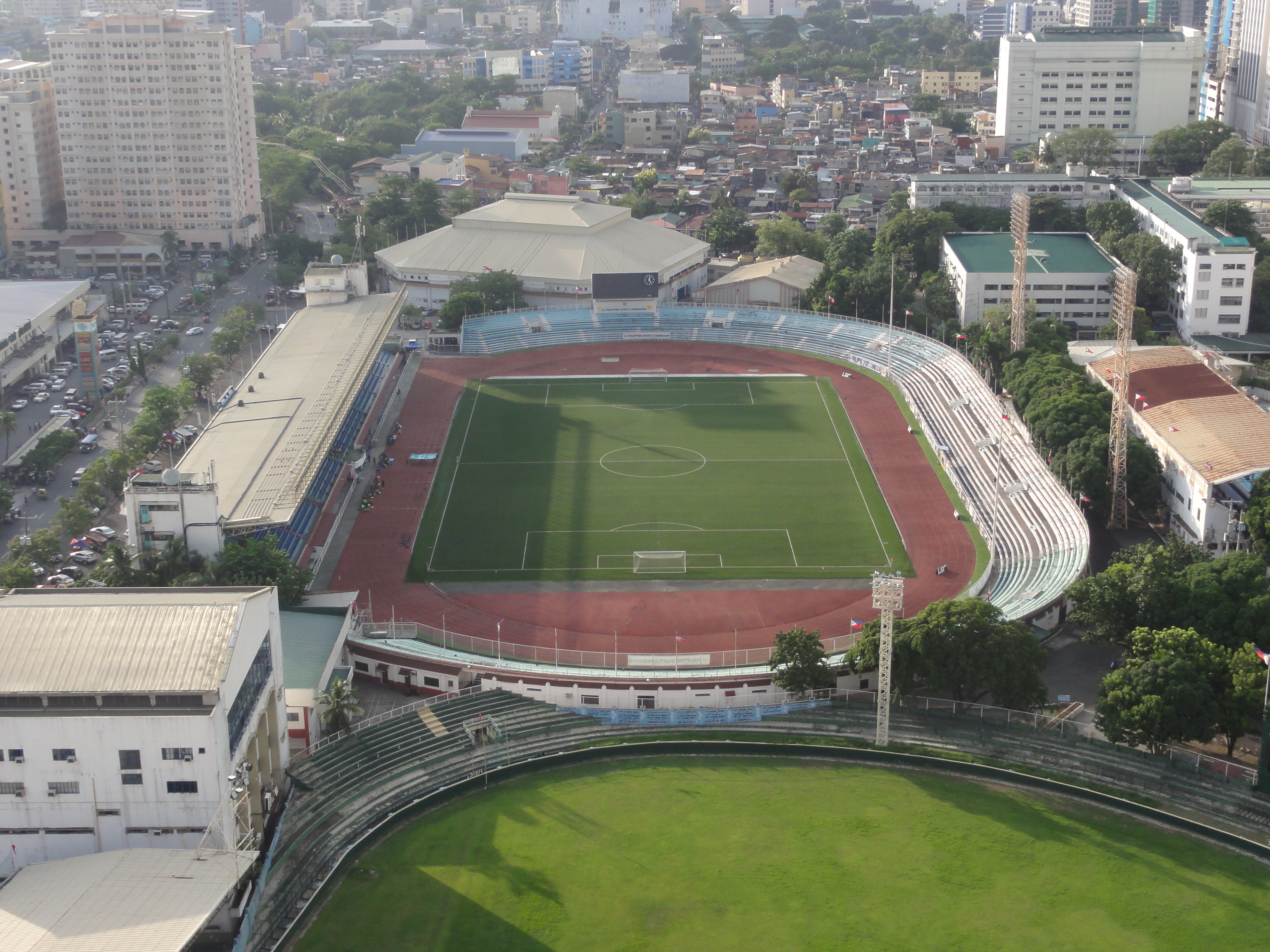
Rizal Memorial Stadium from the air

ورزشگاه یادبود ریزال (انگلیسی: Rizal Memorial Stadium) یک ورزشگاه در شهر مانیل، فیلیپین است.
این ورزشگاه که در سال ۱۹۳۴ تأسیس شده دارای ۱۲٬۰۰۰ نفر ظرفیت می‌باشد و میزبان بازی‌های آسیایی ۱۹۵۴، مسابقات قهرمانی دو و میدانی آسیا ۱۹۹۳ و ۲۰۰۳ بوده است.